# ألينديل (كارولاينا الجنوبية)
ألينديل (بالإنجليزية: Allendale town, South Carolina) هي بلدة تقع بولاية كارولاينا الجنوبية في الولايات المتحدة. تبلغ مساحتها 8.57 كم2، وترتفع عن سطح البحر 57 م، بلغ عدد سكانها 3,482 نسمة في عام 2010 حسب إحصاء مكتب تعداد الولايات المتحدة وتصل الكثافة السكانية فيها 406.3 نسمة لكل كيلومتر مربع (1,052.3/ميل2).

## التركيبة السكانية
حدّد مكتب تعداد الولايات المتحدة بيانات التركيبة السكانية لألينديل في تعداد الولايات المتحدة. في ما يلي، التركيبة السكانية حسب تعدادي 2000 و2010.

### تعداد عام 2000
بلغ عدد سكان ألينديل 4,052 نسمة بحسب تعداد عام 2000، وبلغ عدد الأسر 1,542 أسرة وعدد العائلات 997 عائلة مقيمة في البلدة. في حين سجلت الكثافة السكانية 472.8 نسمة لكل كيلومتر مربع (1,224.5/ميل2). وبلغ عدد الوحدات السكنية 1,763 وحدة بمتوسط كثافة قدره 205.7 لكل كيلومتر مربع (532.8/ميل2).
وتوزع التركيب العرقي للبلدة بنسبة 18.19% من البيض و80.03% من الأمريكيين الأفارقة و0.17% من الأمريكيين ذوي الأصول الآسيوية و0.17% من سكان جزر المحيط الهادئ و0.96% من الأعراق الأخرى و0.47% من عرقين مختلطين أو أكثر و2.25% من الهسبانيون أو اللاتينيون من أي عرق.
بلغ عدد الأسر 1,542 أسرة كانت نسبة 41% منها لديها أطفال تحت سن الثامنة عشر تعيش معهم، وبلغت نسبة الأزواج القاطنين مع بعضهم البعض 29.2% من أصل المجموع الكلي للأسر، ونسبة 31.4% من الأسر كان لديها معيلات من الإناث دون وجود شريك، بينما كانت نسبة 4.1% من الأسر لديها معيلون من الذكور دون وجود شريكة وكانت نسبة 35.3% من غير العائلات. تألفت نسبة 31.4% من أصل جميع الأسر من عدة أفراد يعيشون في نفس المنزل ونسبة 11.9% كانت تتألف من شخص يعيش بمفرده يبلغ من العمر 65 عاماً أو أكثر. وبلغ متوسط حجم الأسرة المعيشية 2.61، أما متوسط حجم العائلات فبلغ 3.34.
بلغ العمر الوسطي للسكان 31.5 عاماً. وكانت نسبة 32.6% من القاطنين تحت سن الثامنة عشر، وكانت نسبة 9.7% بين الثامنة عشر والرابعة والعشرين عاماً، ونسبة 23.8% كانت واقعةً في الفئة العمرية ما بين الخامسة والعشرين والرابعة والأربعين عاماً، ونسبة 21.6% كانت ما بين الخامسة والأربعين والرابعة والستين، ونسبة 11.7% كانت ضمن فئة الخامسة والستين عاماً فما فوق. يوجد لكل 100 أنثى 84.6 ذكر، ويوجد لكل 100 أنثى في الثامنة عشر من عمرها فما فوق 73.1 ذكر.
بلغ متوسط دخل الأسرة في البلدة 16,632 دولارًا، أما متوسط دخل العائلة فبلغ 21,167 دولارًا. وكان متوسط دخل الذكور 22,800 دولارًا مقابل 20,873 دولارًا للإناث. وسجل دخل الفرد الخاص بالبلدة 10,433 دولارًا. وكانت نسبة 36.7% من العائلات ونسبة 41.2% من السكان تحت خط الفقر، وكان من هؤلاء نسبة 59.5% تحت سن الثامنة عشر ونسبة 21.1% في الخامسة والستين من العمر وما فوق.

### تعداد عام 2010
بلغ عدد سكان ألينديل 3,482 نسمة بحسب تعداد عام 2010، وبلغ عدد الأسر 1,372 أسرة وعدد العائلات 851 عائلة مقيمة في البلدة. في حين سجلت الكثافة السكانية 406.3 نسمة لكل كيلومتر مربع (1,052.3/ميل2). وبلغ عدد الوحدات السكنية 1,651 وحدة بمتوسط كثافة قدره 192.6 لكل كيلومتر مربع (498.8/ميل2).
وتوزع التركيب العرقي للبلدة بنسبة 12.78% من البيض و83.37% من الأمريكيين الأفارقة و0.23% من الأمريكيين الأصليين و0.72% من الأمريكيين ذوي الأصول الآسيوية و0.06% من سكان جزر المحيط الهادئ و1.41% من الأعراق الأخرى و1.44% من عرقين مختلطين أو أكثر و2.84% من الهسبانيون أو اللاتينيون من أي عرق.
بلغ عدد الأسر 1,372 أسرة كانت نسبة 34.7% منها لديها أطفال تحت سن الثامنة عشر تعيش معهم، وبلغت نسبة الأزواج القاطنين مع بعضهم البعض 25.9% من أصل المجموع الكلي للأسر، ونسبة 32.1% من الأسر كان لديها معيلات من الإناث دون وجود شريك، بينما كانت نسبة 4% من الأسر لديها معيلون من الذكور دون وجود شريكة وكانت نسبة 38% من غير العائلات. تألفت نسبة 33.9% من أصل جميع الأسر من عدة أفراد يعيشون في نفس المنزل ونسبة 11.9% كانت تتألف من شخص يعيش بمفرده يبلغ من العمر 65 عاماً أو أكثر. وبلغ متوسط حجم الأسرة المعيشية 2.51، أما متوسط حجم العائلات فبلغ 3.24.
بلغ العمر الوسطي للسكان 35.4 عاماً. وكانت نسبة 28% من القاطنين تحت سن الثامنة عشر، وكانت نسبة 10.2% بين الثامنة عشر والرابعة والعشرين عاماً، ونسبة 22.4% كانت واقعةً في الفئة العمرية ما بين الخامسة والعشرين والرابعة والأربعين عاماً، ونسبة 26.6% كانت ما بين الخامسة والأربعين والرابعة والستين، ونسبة 12.8% كانت ضمن فئة الخامسة والستين عاماً فما فوق. وتوزع التركيب الجنسي للسكان بنسبة 46.7% ذكور و53.3% إناث.

## وصلات خارجية
- الموقع الرسمي